# پیمان پذیرش مسئولیت فعالیت‌های فضایی
پیمان بین‌المللی پذیرش صدمات وارده توسط اجسام فضایی ساخت دست انسان به نام معمول پیمان پذیرش مسئولیت فعالیت‌های فضایی بیان دقیق‌تری از بندهای پیمان فضایی ماورای جو است که در سال ۱۹۷۲ برای پذیرش مسئولیت اجرای قوانین آن به تصویب رسید. این معاهده برای پشتیبانی و حمایت از دعوی کنونی و آینده در خصوص پیشگیری یا دریافت خسارت پیش آمده بر اثر فعالیت‌های فضایی برای کشورهای خسارت دیده عضو نوشته شده‌است. نظارت بر اجرای این پیمان بر عهده کمیته سازمان ملل در امور استفاده صلح‌آمیز از فضا است.
در سال ۱۹۷۸، سقوط ماهواره Cosmos ۹۵۴ اتحاد جماهیر سوسیالیستی شوروی (که سوخت آن توسط رآکتور هسته‌ای با سوخت اورانیم-۲۳۵ تأمین می‌شد) در خاک کانادا منجر به ادعای خسارت توسط کانادا تحت پیمان مسئولیت‌پذیری فضا شد. در همان سال بر اثر سقوط ماهواره اسکای‌لب در استرالیای غربی (که هیچ مجروح یا کشته یا خسارت خاصی نداشت) ناحیه اسپرانس، دولت آمریکا را به خاطر سقوط آن بر فراز آسمان استرالیا ۴۰۰ دلار جریمه کرد. اما ناسا هرگز این جریمه را پرداخت نکرد. در آوریل سال ۲۰۰۹ هنگامی که اسکات برلی (به انگلیسی: Scott Barley) میزبان برنامه رادیویی "رادیو بزرگراه" بود از سوی شنوندگان برنامه صبحگاهی خود پول کافی جمع کرد و این جریمه را به نیابت از ناسا پرداخت.

## وضعیت
پیمان مسئولیت‌پذیری در ۲۹ مارس ۱۹۷۲ به تصویب شد و در یکم سپتامبر ۱۹۷۲ به اجرا در آمد. تا یکم ژانویه ۲۰۱۳، ۸۹ کشور عضو رسمی این پیمان شده و ۲۲ کشور دیگر آن را امضا کرده ولی در داخل کشور خود تصویب نکرده و ۳ سازمان دولتی بین‌المللی شامل آژانس فضایی اروپا و سازمان اروپایی بهره‌برداری از ماهواره‌های هواشناسی و یوتل‌ست پذیرش و تعهد خود را در قبال حقوق و الزامات این پیمان اعلام کرده‌اند.

## مفاد اصلی
بر اساس این پیمان، کشورها مسئولیت تمامی پیامدهای حاصل از کاوشگرهای فضایی را که از خاک آن‌ها پرتاب شده یا از امکانات آن‌ها در پرتاب استفاده شده یا در پرتاب آن همکاری کرده باشند می‌پذیرند.

### پرتاب با همکاری چند کشور
اگر دو کشور مشترکاً در پرتاب یک جسم فضایی همکاری کرده باشند آنگاه هر دو کشور مسئول تمام پیامدهای حاصل از پرتاب کاوشگر هستند.

### طرح ادعای خسارت
ادعای خسارت تحت پیمان مسئولیت‌پذیری باید توسط کشوری علیه کشور دیگر طرح شود. در حالیکه بر اساس بسیاری از سیستم‌های حقوقی ملی، یک شخص حقیقی یا حقوقی می‌تواند علیه یک شخص حقیقی یا حقوقی دیگر طرح دادخواست کند، تحت پیمان مسئولیت‌پذیری، طرح دادخواست فقط توسط کشورهای عضو ممکن است. این یعنی اگر کسی بر اثر یک جسم فضایی ساخت دست انسان آسیب دیده باشد باید کشور خود را وادار به طرح دعوی علیه کشور عامل کند. طرح دعوی نیز فقط برای کشورهای عضو علیه دیگر کشور عضو ممکن است.